# Saprinus aegialius
Saprinus aegialius es una especie de escarabajo del género Saprinus, familia Histeridae. Fue descrita científicamente por Reitter en 1884.
Se distribuye por Francia. Mide aproximadamente 4 milímetros de longitud. Se ha registrado a altitudes de hasta 1310 metros.